# Hippasa innesi
Hippasa innesi är en spindelart som beskrevs av Simon 1889. Hippasa innesi ingår i släktet Hippasa och familjen vargspindlar.
Artens utbredningsområde är Egypten. Inga underarter finns listade i Catalogue of Life.